# Gare de Pasaia (Euskotren Trena)
Pour les articles homonymes, voir Gare de Pasaia (homonymie).
La gare de Pasaia est une gare ferroviaire située dans la commune basque de Pasaia. Elle appartient au réseau ferroviaire à voie métrique Euskotren Trena et est située à environ 100 mètres au sud de la gare ADIF de Pasaia.
Cette gare appartient à l'entreprise publique Eusko Trenbideak S.A., elle-même propriété du gouvernement basque.

## Histoire
Lorsque la ligne avait été dessinée, au XXe siècle, il avait été décidé que la voie serait posée au niveau du sol. Pourtant, les plans d'urbanisation de la zone ont conduit à décider de construire la ligne sur un pont pour libérer de la surface au sol et éviter la construction de passages à niveau dans le quartier. La gare a ouvert le 5 décembre 1912 à la suite de la mise en service de la ligne métrique entre Saint-Sébastien et Irun,.
Des travaux ont été réalisés à partir de janvier 2019 afin d'assainir la structure du pont sur lequel est construite la gare, en imperméabilisant notamment les arches pour un coût estimé à plus de 220 000 euros,.

## Service des voyageurs

### Accueil
La gare, bâtie sur un pont en arc de 250 mètres de long, se situe dans une étroite rue du quartier d'Antxo.
En direction d'Hendaye et d'Irun Colon, le quai est à hauteur du train, permettant une accessibilité optimale aux personnes à mobilité réduite. En direction de Lasarte-Oria, il faut appuyer sur un bouton spécifique au niveau de la porte équipée d'un comble-lacune spécifique. Enfin, la gare est équipée d'escaliers et d'ascenseurs, permettant l'accès aux quais y compris pour les personnes à mobilité réduite.

### Desserte
La gare est desservie par la ligne E2 d'Euskotren, faisant partie du métro de Saint-Sébastien et couramment surnommée El Topo (signifiant « la taupe » en français en raison du grand nombre de tunnels).

### Intermodalité
Moyennant une courte marche par la voirie, la gare Euskotren de Pasaia est en correspondance avec plusieurs réseaux de transports urbains et interurbains.
La ligne 38 du réseau de bus urbains Dbus, reliant Pasaia au quartier Herrera de Saint-Sébastien, dessert l'arrêt Eskalantegi 15, sur la route Eskalantegi kalea.
Des correspondances sont également envisageables avec les trains desservant la gare de Pasaia ainsi qu'avec les cars interurbains du réseau Lurraldebus s'arrêtant sur le parvis de la gare au niveau des arrêts Renfe et Nafarroa Hiribidea, 5. C'est d'ailleurs un nœud majeur de ce réseau, desservi par de nombreuses lignes permettant de rallier Saint-Sébastien, Oiartzun, Irun ou encore Hondarriba jusqu'à l’aéroport de Saint-Sébastien.

## Projet
Dans le cadre du projet du doublement de la ligne de Saint-Sébastien à Errenteria, les deux voies de la ligne E5 seront prolongées au-delà du terminus d'Altza jusqu'à Galtzaraborda avec la construction d'une nouvelle gare souterraine à dans le quartier Antxo de Pasaia,,. Aucune date de réalisation n'a été annoncée pour le moment.